# Copa América 1999
De Copa América 1999 was een voetbaltoernooi gehouden in Paraguay van 29 juni tot 18 juli 1999. Het werd georganiseerd door de CONMEBOL.
Er was geen kwalificatie voor het toernooi, want alle teams die aangesloten zijn bij de CONMEBOL (totaal 10) deden mee. Er waren ook twee teams uitgenodigd. Dit waren Japan en Mexico.
De twaalf teams werden verdeeld over drie groepen van vier teams. De nummers een en twee in de poule en de twee beste nummers drie gingen door naar de kwartfinales.

## Deelnemende landen
| Land         | Aantal deelnames | Huidig aantal deelnames op rij | Vorige deelname |
| ------------ | ---------------- | ------------------------------ | --------------- |
| Argentinië   | 36ste            | 17                             | 1997            |
| Bolivia      | 20se             | 12                             | 1997            |
| Brazilië (t) | 30ste            | 10                             | 1997            |
| Chili        | 32ste            | 11                             | 1997            |
| Colombia     | 15de             | 10                             | 1997            |
| Ecuador      | 21ste            | 10                             | 1997            |
| Japan        | 1ste             | 1                              | -               |
| Mexico       | 4de              | 4                              | 1997            |
| Paraguay (g) | 30ste            | 14                             | 1997            |
| Peru         | 25ste            | 10                             | 1997            |
| Uruguay      | 37ste            | 11                             | 1997            |
| Venezuela    | 11de             | 11                             | 1997            |

- (g) = gastland
- (t) = titelverdediger

## Stadions
| · Ciudad del Este Asunción Luque Pedro Juan Caballero | Asunción                                       | Asunción                                        | Ciudad del Este                                   |
| · Ciudad del Este Asunción Luque Pedro Juan Caballero | Estadio General Pablo Rojas Capaciteit: 32.910 | Estadio Defensores del Chaco Capaciteit: 36.000 | Estadio Antonio Oddone Sarubbi Capaciteit: 28.000 |
| · Ciudad del Este Asunción Luque Pedro Juan Caballero | Pedro Juan Caballero                           | Pedro Juan Caballero                            | Luque                                             |
| · Ciudad del Este Asunción Luque Pedro Juan Caballero | Estadio Río Paraití Capaciteit: 30.000         | Estadio Río Paraití Capaciteit: 30.000          | Estadio Feliciano Cáceres Capaciteit: 24.000      |
| · Ciudad del Este Asunción Luque Pedro Juan Caballero |                                                |                                                 |                                                   |

## Scheidsrechters
De organisatie nodigde in totaal dertien scheidsrechters uit voor 26 duels. Tussen haakjes staat het aantal gefloten duels tijdens de Copa América 1999.

## Groepsfase

### Groep A
| Land     | Wed | Win | Gel | Ver | DV | DT | +/− | Pnt |
| -------- | --- | --- | --- | --- | -- | -- | --- | --- |
| Paraguay | 3   | 2   | 1   | 0   | 5  | 0  | +5  | 7   |
| Peru     | 3   | 2   | 0   | 1   | 4  | 3  | +1  | 6   |
| Bolivia  | 3   | 0   | 2   | 1   | 5  | 5  | 0   | 2   |
| Japan    | 3   | 0   | 1   | 2   | 2  | 3  | –1  | 1   |

|                                 |          |       |         |                                                                                          |
| 29 juni 1999 «onderlinge duels» | Paraguay | 0 – 0 | Bolivia | Estadio Defensores del Chaco, Asunción Toeschouwers: 43.000 Scheidsrechter: Byron Moreno |
| 29 juni 1999 «onderlinge duels» |          |       |         | Estadio Defensores del Chaco, Asunción Toeschouwers: 43.000 Scheidsrechter: Byron Moreno |

|                                 |                          |       |                    |                                                                                           |
| 29 juni 1999 «onderlinge duels» | Peru                     | 3 – 2 | Japan              | Estadio Defensores del Chaco, Asunción Toeschouwers: 38.000 Scheidsrechter: Mario Sánchez |
| 29 juni 1999 «onderlinge duels» | Soto 70' Holsen 74', 81' |       | Lopes 6' Miura 77' | Estadio Defensores del Chaco, Asunción Toeschouwers: 38.000 Scheidsrechter: Mario Sánchez |

|                                |                                      |       |       |                                                                                              |
| 2 juli 1999 «onderlinge duels» | Paraguay                             | 4 – 0 | Japan | Estadio Defensores del Chaco, Asunción Toeschouwers: 25.000 Scheidsrechter: Benito Archundia |
| 2 juli 1999 «onderlinge duels» | Benítez 18', 62' Santa Cruz 40', 86' |       |       | Estadio Defensores del Chaco, Asunción Toeschouwers: 25.000 Scheidsrechter: Benito Archundia |

|                                |            |       |         |                                                                                            |
| 2 juli 1999 «onderlinge duels» | Peru       | 1 – 0 | Bolivia | Estadio Defensores del Chaco, Asunción Toeschouwers: 30.000 Scheidsrechter: Luis Solórzano |
| 2 juli 1999 «onderlinge duels» | Zúniga 87' |       |         | Estadio Defensores del Chaco, Asunción Toeschouwers: 30.000 Scheidsrechter: Luis Solórzano |

|                                |                |       |                  | |
| 5 juli 1999 «onderlinge duels» | Bolivia        | 1 – 1 | Japan            | Monumental Rio Parapiti, Pedro Juan Caballero Toeschouwers: 8.000 Scheidsrechter: Benito Archundia |
| 5 juli 1999 «onderlinge duels» | E. Sánchez 53' |       | Lopes 75' (pen.) | Monumental Rio Parapiti, Pedro Juan Caballero Toeschouwers: 8.000 Scheidsrechter: Benito Archundia |

|                                |                |       |      |                                                                                                |
| 5 juli 1999 «onderlinge duels» | Paraguay       | 1 – 0 | Peru | Monumental Río Parapití, Pedro Juan Caballero Toeschouwers: 8.000 Scheidsrechter: Byron Moreno |
| 5 juli 1999 «onderlinge duels» | Santa Cruz 88' |       |      | Monumental Río Parapití, Pedro Juan Caballero Toeschouwers: 8.000 Scheidsrechter: Byron Moreno |

### Groep B
| Land      | Wed | Win | Gel | Ver | DV | DT | +/− | Pnt |
| --------- | --- | --- | --- | --- | -- | -- | --- | --- |
| Brazilië  | 3   | 3   | 0   | 0   | 10 | 1  | +9  | 9   |
| Mexico    | 3   | 2   | 0   | 1   | 5  | 3  | +2  | 6   |
| Chili     | 3   | 1   | 0   | 2   | 3  | 2  | +1  | 3   |
| Venezuela | 3   | 0   | 0   | 3   | 1  | 13 | –12 | 0   |

|                                 |                                                                          |       |           | |
| 30 juni 1999 «onderlinge duels» | Brazilië                                                                 | 7 – 0 | Venezuela | Estadio Antonio Oddone Sarubbi, Ciudad del Este Toeschouwers: 22.000 Scheidsrechter: Bonifacio Núñez |
| 30 juni 1999 «onderlinge duels» | Ronaldo 28', 62' Emerson 40' Amoroso 54', 81' Ronaldinho 74' Rivaldo 82' |       |           | Estadio Antonio Oddone Sarubbi, Ciudad del Este Toeschouwers: 22.000 Scheidsrechter: Bonifacio Núñez |

|                                 |       |               |        | |
| 30 juni 1999 «onderlinge duels» | Chili | 0 – 1         | Mexico | Estadio Antonio Oddone Sarubbi, Ciudad del Este Toeschouwers: 22.000 Scheidsrechter: Horacio Elizondo |
| 30 juni 1999 «onderlinge duels» |       | Hernández 59' |        | Estadio Antonio Oddone Sarubbi, Ciudad del Este Toeschouwers: 22.000 Scheidsrechter: Horacio Elizondo |

|                                |                      |       |              | |
| 3 juli 1999 «onderlinge duels» | Brazilië             | 2 – 1 | Mexico       | Estadio Antonio Oddone Sarubbi, Ciudad del Este Toeschouwers: 22.000 Scheidsrechter: Gustavo Méndez |
| 3 juli 1999 «onderlinge duels» | Amoroso 20' Alex 45' |       | Terrazas 74' | Estadio Antonio Oddone Sarubbi, Ciudad del Este Toeschouwers: 22.000 Scheidsrechter: Gustavo Méndez |

|                                |                                            |       |           |                                                                                                 |
| 3 juli 1999 «onderlinge duels» | Chili                                      | 3 – 0 | Venezuela | Estadio Antonio Oddone Sarubbi, Ciudad del Este Toeschouwers: 22.0000 Scheidsrechter: Juan Luna |
| 3 juli 1999 «onderlinge duels» | Zamorano 5' Estay 21' Tortolero 66' (e.d.) |       |           | Estadio Antonio Oddone Sarubbi, Ciudad del Este Toeschouwers: 22.0000 Scheidsrechter: Juan Luna |

|                                |                    |       |       | |
| 6 juli 1999 «onderlinge duels» | Brazilië           | 1 – 0 | Chili | Estadio Antonio Oddone Sarubbi, Ciudad del Este Toeschouwers: 18.000 Scheidsrechter: Horacio Elizondo |
| 6 juli 1999 «onderlinge duels» | Ronaldo 36' (pen.) |       |       | Estadio Antonio Oddone Sarubbi, Ciudad del Este Toeschouwers: 18.000 Scheidsrechter: Horacio Elizondo |

|                                |                            |       |              | |
| 6 juli 1999 «onderlinge duels» | Mexico                     | 3 – 1 | Venezuela    | Estadio Antonio Oddone Sarubbi, Ciudad del Este Toeschouwers: 18.000 Scheidsrechter: Bonifacio Núñez |
| 6 juli 1999 «onderlinge duels» | Blanco 21', 39' Osorno 29' |       | Urdaneta 72' | Estadio Antonio Oddone Sarubbi, Ciudad del Este Toeschouwers: 18.000 Scheidsrechter: Bonifacio Núñez |

### Groep C
| Land       | Wed | Win | Gel | Ver | DV | DT | +/− | Pnt |
| ---------- | --- | --- | --- | --- | -- | -- | --- | --- |
| Colombia   | 3   | 3   | 0   | 0   | 6  | 1  | +5  | 9   |
| Argentinië | 3   | 2   | 0   | 1   | 5  | 4  | +1  | 6   |
| Uruguay    | 3   | 1   | 0   | 2   | 2  | 4  | –2  | 3   |
| Ecuador    | 3   | 0   | 0   | 3   | 3  | 7  | –4  | 0   |

|                                |                              |       |              |                                                                                        |
| 1 juli 1999 «onderlinge duels» | Argentinië                   | 3 – 1 | Ecuador      | Estadio Feliciano Cáceres, Luque Toeschouwers: 12.000 Scheidsrechter: Gilberto Hidalgo |
| 1 juli 1999 «onderlinge duels» | Simeone 12' Palermo 55', 61' |       | Kaviedes 77' | Estadio Feliciano Cáceres, Luque Toeschouwers: 12.000 Scheidsrechter: Gilberto Hidalgo |

|                                |         |             |          |                                                                                           |
| 1 juli 1999 «onderlinge duels» | Uruguay | 0 – 1       | Colombia | Estadio General Pablo Rojas, Asunción Toeschouwers: 8.000 Scheidsrechter: Wilson de Souza |
| 1 juli 1999 «onderlinge duels» |         | Bonilla 20' |          | Estadio General Pablo Rojas, Asunción Toeschouwers: 8.000 Scheidsrechter: Wilson de Souza |

|                                |            |                                          |          |                                                                                     |
| 4 juli 1999 «onderlinge duels» | Argentinië | 0 – 3                                    | Colombia | Estadio Feliciano Cáceres, Luque Toeschouwers: 15.000 Scheidsrechter: Ubaldo Aquino |
| 4 juli 1999 «onderlinge duels» |            | Córdoba 10' (pen.) Congo 79' Montaño 87' |          | Estadio Feliciano Cáceres, Luque Toeschouwers: 15.000 Scheidsrechter: Ubaldo Aquino |

|                                |                   |       |              |                                                                                     |
| 4 juli 1999 «onderlinge duels» | Uruguay           | 2 – 1 | Ecuador      | Estadio Feliciano Cáceres, Luque Toeschouwers: 15.000 Scheidsrechter: Mario Sánchez |
| 4 juli 1999 «onderlinge duels» | Zalayeta 72', 74' |       | Kaviedes 78' | Estadio Feliciano Cáceres, Luque Toeschouwers: 15.000 Scheidsrechter: Mario Sánchez |

|                                |         |                              |            |                                                                                      |
| 7 juli 1999 «onderlinge duels» | Uruguay | 0 – 2                        | Argentinië | Estadio Feliciano Cáceres, Luque Toeschouwers: 8.000 Scheidsrechter: Masayoshi Okada |
| 7 juli 1999 «onderlinge duels» |         | Kily González 1' Palermo 56' |            | Estadio Feliciano Cáceres, Luque Toeschouwers: 8.000 Scheidsrechter: Masayoshi Okada |

|                                |                         |       |              |                                                                                       |
| 7 juli 1999 «onderlinge duels» | Colombia                | 2 – 1 | Ecuador      | Estadio Feliciano Cáceres, Luque Toeschouwers: 8.000 Scheidsrechter: Gilberto Hidalgo |
| 7 juli 1999 «onderlinge duels» | Morantes 37' Ricard 39' |       | Graziani 50' | Estadio Feliciano Cáceres, Luque Toeschouwers: 8.000 Scheidsrechter: Gilberto Hidalgo |

### Nummers 3
| Grp | Team    | Pld | G | G | V | DV | DT | DS | Pnt |
| --- | ------- | --- | - | - | - | -- | -- | -- | --- |
| B   | Chili   | 3   | 1 | 0 | 2 | 3  | 2  | +1 | 3   |
| C   | Uruguay | 3   | 1 | 0 | 2 | 2  | 4  | −2 | 3   |
| A   | Bolivia | 3   | 0 | 2 | 1 | 1  | 2  | −1 | 2   |

## Knock-outfase
|  | kwartfinale               | kwartfinale        |                           |       | halve finale       | halve finale       |   |  | finale | finale |
|  |                           |                    |                           |       |                    |                    |   |  |        |        |
|  | 10 juli – Asunción        |                    |                           |       |                    |                    |   |  |        |        |
|  |                           |                    |                           |       |                    |                    |   |  |        |        |
|  | Mexico                    | 3 (4)              |                           |       |                    |                    |   |  |        |        |
|  | Mexico                    | 3 (4)              | 14 juli – Ciudad del Este |       |                    |                    |   |  |        |        |
|  | Peru                      | 3 (2)              |                           |       |                    |                    |   |  |        |        |
|  | Peru                      | 3 (2)              | Mexico                    | 0     |                    |                    |   |  |        |        |
|  | 11 juli – Ciudad del Este |                    | Mexico                    | 0     |                    |                    |   |  |        |        |
|  |                           | Brazilië           | 2                         |       |                    |                    |   |  |        |        |
|  | Brazilië                  | Brazilië           | 2                         | 2     |                    |                    |   |  |        |        |
|  | Brazilië                  |                    | 18 juli – Asunción        | 2     |                    |                    |   |  |        |        |
|  | Argentinië                | 1                  |                           |       |                    |                    |   |  |        |        |
|  | Argentinië                | 1                  | Brazilië                  | 3     |                    |                    |   |  |        |        |
|  | 10 juli – Asunción        |                    | Brazilië                  | 3     |                    |                    |   |  |        |        |
|  |                           | Uruguay            | 0                         |       |                    |                    |   |  |        |        |
|  | Uruguay                   | Uruguay            | 0                         | 1 (5) |                    |                    |   |  |        |        |
|  | Uruguay                   | 13 juli – Asunción |                           | 1 (5) |                    |                    |   |  |        |        |
|  | Paraguay                  | 1 (3)              |                           |       |                    |                    |   |  |        |        |
|  | Paraguay                  | 1 (3)              | Uruguay                   | 1 (5) | derde plaats       | derde plaats       |   |  |        |        |
|  | 11 juli – Luque           |                    | Uruguay                   | 1 (5) | derde plaats       | derde plaats       |   |  |        |        |
|  |                           | Chili              | 1 (3)                     |       | 17 juli – Asunción | 17 juli – Asunción |   |  |        |        |
|  | Chili                     | Chili              | 1 (3)                     | 3     | 17 juli – Asunción | 17 juli – Asunción |   |  |        |        |
|  | Chili                     |                    |                           |       |                    | Mexico             | 2 |  |        |        |
|  | Colombia                  | 2                  |                           |       |                    | Mexico             | 2 |  |        |        |
|  | Colombia                  | 2                  | Chili                     | 1     |                    |                    |   |  |        |        |
|  |                           |                    | Chili                     | 1     |                    |                    |   |  |        |        |

### Kwartfinales
|                                 |                                       |       |                                     |                                                                                             |
| 10 juli 1999 «onderlinge duels» | Mexico                                | 3 – 3 | Peru                                | Estadio Defensores del Chaco, Asunción Toeschouwers: 32.000 Scheidsrechter: Wilson de Souza |
| 10 juli 1999 «onderlinge duels» | Hernández 28', 33' (pen.) Torrado 87' |       | Palacios 6' Pereda 15' Solano 40'   | Estadio Defensores del Chaco, Asunción Toeschouwers: 32.000 Scheidsrechter: Wilson de Souza |
| 10 juli 1999 «onderlinge duels» | Strafschoppen                         |       |                                     | Estadio Defensores del Chaco, Asunción Toeschouwers: 32.000 Scheidsrechter: Wilson de Souza |
| 10 juli 1999 «onderlinge duels» | Suárez Terrazas García Zepeda         | 4 – 2 | Solano Jorge Soto José Soto Reynoso | Estadio Defensores del Chaco, Asunción Toeschouwers: 32.000 Scheidsrechter: Wilson de Souza |

|                                 |                                             |       |                              |                                                                                        |
| 10 juli 1999 «onderlinge duels» | Uruguay                                     | 1 – 1 | Paraguay                     | Estadio Defensores del Chaco, Asunción Toeschouwers: 32.000 Scheidsrechter: Oscar Ruiz |
| 10 juli 1999 «onderlinge duels» | Zalayeta 65'                                |       | Benítez 15'                  | Estadio Defensores del Chaco, Asunción Toeschouwers: 32.000 Scheidsrechter: Oscar Ruiz |
| 10 juli 1999 «onderlinge duels» | Strafschoppen                               |       |                              | Estadio Defensores del Chaco, Asunción Toeschouwers: 32.000 Scheidsrechter: Oscar Ruiz |
| 10 juli 1999 «onderlinge duels» | Fleurquín Guigou Alonso Zalayeta Magallanes | 5 – 3 | Acuña Gamarra Enciso Benítez | Estadio Defensores del Chaco, Asunción Toeschouwers: 32.000 Scheidsrechter: Oscar Ruiz |

|                                 |                             |       |                       |                                                                                        |
| 11 juli 1999 «onderlinge duels» | Chili                       | 3 – 2 | Colombia              | Estadio Feliciano Cáceres, Luque Toeschouwers: 12.000 Scheidsrechter: Benito Archundia |
| 11 juli 1999 «onderlinge duels» | Reyes 25', 50' Zamorano 65' |       | Bolaño 7' Bonilla 35' | Estadio Feliciano Cáceres, Luque Toeschouwers: 12.000 Scheidsrechter: Benito Archundia |

|                                 |                         |       |            | |
| 11 juli 1999 «onderlinge duels» | Brazilië                | 2 – 1 | Argentinië | Estadio Antonio Oddone Sarubbi, Ciudad del Este Toeschouwers: 25.000 Scheidsrechter: Gustavo Méndez |
| 11 juli 1999 «onderlinge duels» | Rivaldo 32' Ronaldo 48' |       | Sorín 10'  | Estadio Antonio Oddone Sarubbi, Ciudad del Este Toeschouwers: 25.000 Scheidsrechter: Gustavo Méndez |

### Halve finales
|                                 |                                             |       |                           |                                                                                           |
| 13 juli 1999 «onderlinge duels» | Uruguay                                     | 1 – 1 | Chili                     | Estadio Defensores del Chaco, Asunción Toeschouwers: 12.000 Scheidsrechter: Ubaldo Aquino |
| 13 juli 1999 «onderlinge duels» | Lembo 22'                                   |       | Zamorano 73'              | Estadio Defensores del Chaco, Asunción Toeschouwers: 12.000 Scheidsrechter: Ubaldo Aquino |
| 13 juli 1999 «onderlinge duels» | Strafschoppen                               |       |                           | Estadio Defensores del Chaco, Asunción Toeschouwers: 12.000 Scheidsrechter: Ubaldo Aquino |
| 13 juli 1999 «onderlinge duels» | Del Campo Guigou Alonso Zalayeta Magallanes | 5 – 3 | Vargas Aros Pizarro Reyes | Estadio Defensores del Chaco, Asunción Toeschouwers: 12.000 Scheidsrechter: Ubaldo Aquino |

|                                 |                         |       |        |                                                                                                   |
| 14 juli 1999 «onderlinge duels» | Brazilië                | 2 – 0 | Mexico | Estadio Antonio Oddone Sarubbi, Ciudad del Este Toeschouwers: 28.000 Scheidsrechter: Byron Moreno |
| 14 juli 1999 «onderlinge duels» | Amoroso 24' Rivaldo 42' |       |        | Estadio Antonio Oddone Sarubbi, Ciudad del Este Toeschouwers: 28.000 Scheidsrechter: Byron Moreno |

### Troostfinale
|                                 |              |       |                         |                                                                                              |
| 17 juli 1999 «onderlinge duels» | Chili        | 1 – 2 | Mexico                  | Estadio Defensores del Chaco, Asunción Toeschouwers: 12.000 Scheidsrechter: Horacio Elizondo |
| 17 juli 1999 «onderlinge duels» | Palacios 81' |       | Palencia 26' Zepeda 87' | Estadio Defensores del Chaco, Asunción Toeschouwers: 12.000 Scheidsrechter: Horacio Elizondo |

### Finale
|                                 |                              |       |         |                                                                                               |
| 18 juli 1999 «onderlinge duels» | Brazilië                     | 3 – 0 | Uruguay | Estadio Defensores del Chaco, Asunción Toeschouwers: 30.000 Scheidsrechter: Oscar Julián Ruiz |
| 18 juli 1999 «onderlinge duels» | Rivaldo 20', 27' Ronaldo 46' |       |         | Estadio Defensores del Chaco, Asunción Toeschouwers: 30.000 Scheidsrechter: Oscar Julián Ruiz |

|                    |
| Vlag van Brazilië  |
| BRAZILIË 6de titel |

## Doelpuntenmakers
5 doelpunten
- Ronaldo
- Rivaldo

4 doelpunten
- Amoroso

3 doelpunten
- Martín Palermo
- Iván Zamorano

- Luis Hernández
- Miguel Angel Benítez

- Roque Santa Cruz
- Marcelo Zalayeta

2 doelpunten
- Pedro Reyes
- Víctor Bonilla

- Ivan Kaviedes
- Wagner Lopes

- Cuauhtémoc Blanco
- Roberto Holsen

1 doelpunt
- Kily González
- Diego Simeone
- Juan Pablo Sorín
- Erwin Sánchez
- Alex
- Emerson
- Ronaldinho
- Fabián Estay
- Raúl Palacios
- Jorge Bolaño

- Edwin Congo
- Iván Córdoba
- Johnnier Montaño
- Neider Morantes
- Hamilton Ricard
- Ariel Graziani
- Atsuhiro Miura
- Daniel Osorno
- José Francisco Palencia
- Isaac Terrazas

- Gerardo Torrado
- Miguel Zepeda
- Roberto Palacios
- José Pereda
- Nolberto Solano
- Jorge Soto
- Israel Zúñiga
- Daniel Alejandro Lembo
- Gabriel Urdaneta

Eigen doelpunt
- Edson Tortolero (Tegen Chili)

1916 · 
1917 · 
1919 · 
1920 · 
1921 · 
1922 · 
1923 · 
1924 · 
1925 · 
1926 · 
1927 · 
1929 · 
1935 · 
1937 · 
1939 · 
1941 · 
1942 · 
1945 · 
1946 · 
1947 · 
1949 · 
1953 · 
1955 · 
1956 · 
1957 · 
1959 · 
1959 · 
1963 · 
1967 · 
1975 · 
1979 · 
1983 · 
1987 · 
1989 · 
1991 · 
1993 · 
1995 · 
1997 · 
1999 · 
2001 · 
2004 · 
2007 · 
2011 · 
2015 · 
2016 ·
2019 ·
2021 ·
2024